# Baiano (basquetebolista)
Aluízio Freire Ramos Accioly Neto, conhecido como Baiano (Rio de Janeiro, 27 de setembro de 1912 — , ) foi um basquetebolista brasileiro.
Começou a jogar basquetebol no Grajaú Tênis Clube, depois se transferiu para o Tijuca Tênis Clube e, ainda, para o Fluminense Football Club, clube pelo qual foi vice-campeão da cidade em 1935. Ganhou vários títulos pela Faculdade de Medicina.
Integrou a Seleção Brasileira de Basquetebol Masculino que competiu nos Jogos Olímpicos de 1936, realizados em Berlim.